# Ułęż (gemeente)
De gemeente Ułęż is een landgemeente in het Poolse woiwodschap Lublin, in powiat Rycki.
De zetel van de gemeente is in Ułęż.
Op 30 juni 2004 telde de gemeente 3646 inwoners.

## Oppervlakte gegevens
In 2002 bedroeg de totale oppervlakte van gemeente Ułęż 83,56 km², waarvan:
- agrarisch gebied: 57%
- bossen: 23%

De gemeente beslaat 13,58% van de totale oppervlakte van de powiat.

## Demografie
Stand op 30 juni 2004:
| Omschrijving                   | Totaal | Totaal | Vrouwen | Vrouwen | Mannen | Mannen |
| ------------------------------ | ------ | ------ | ------- | ------- | ------ | ------ |
| eenheid                        | aantal | %      | aantal  | %       | aantal | %      |
| inwoners                       | 3646   | 100    | 1874    | 51,4    | 1772   | 48,6   |
| bevolkingsdichtheid (inw./km²) | 43,6   | 43,6   | 22,4    | 22,4    | 21,2   | 21,2   |

In 2002 bedroeg het gemiddelde inkomen per inwoner 1642,12 zł.

## Administratieve plaatsen (sołectwo)
Białki Dolne, Białki Górne, Drążgów, Korzeniów, Lendo Ruskie, Miłosze, Podlodówka, Sarny, Sobieszyn, Ułęż, Wąwolnica, Zosin, Żabianka.

## Overige plaatsen
Brzozowa, Drewnik, Nowa Wólka, Osmolice, Podlodów, Sobieszyn-Kolonia, Stara Wólka.

## Aangrenzende gemeenten
Adamów, Baranów, Jeziorzany, Nowodwór, Ryki, Żyrzyn